# Navil, Tenejapa
Navil är en ort i Mexiko.   Den ligger i kommunen Tenejapa och delstaten Chiapas, i den sydöstra delen av landet, 800 km öster om huvudstaden Mexico City. Navil ligger 2 207 meter över havet och antalet invånare är 473.
Terrängen runt Navil är huvudsakligen kuperad, men norrut är den bergig. Runt Navil är det ganska tätbefolkat, med 155 invånare per kvadratkilometer. Närmaste större samhälle är San Cristóbal de las Casas, 18,5 km sydväst om Navil. I omgivningarna runt Navil växer i huvudsak städsegrön lövskog.